# アルバート・チャールズ・スミス
アルバート・チャールズ・スミス（Albert Charles Smith、1906年4月5日 - 1999年5月23日）は、アメリカの植物学者。

## 生涯
スミスは国立自然史博物館の館長を務めた。またアメリカ植物分類学会など、いくつかの重要な学会の会長を務めた。
スミスは1963年に米国科学アカデミーの会員に選ばれ、シダ植物門と種子植物を専門とする著名な植物学者である。スミスはアメリカとフィジーで働いた。